# Martin Bashir
Martin Henry Bashir (Londra, 19 gennaio 1963) è un giornalista britannico di origini pakistane.

## Biografia
Bashir nasce a Londra, dove studia "English & History" dal 1982 al 1985 alla University of Winchester, al King's College di Londra e comincia a lavorare come giornalista nel 1986. Bashir acquistò una inaspettata popolarità nel 1995, quando intervistò, per il programma della BBC - Panorama, la Principessa Diana a proposito del suo matrimonio fallito con il Principe Carlo. Lavora fino al 1999 ad una serie di programmi per la BBC per poi passare alla ITV. Bashir è anche apparso nel film Mike Bassett: England Manager, dove impersonava se stesso.
Nel 2003 Bashir realizzò una serie di interviste a Michael Jackson nel documentario Living with Michael Jackson, nel quale seguì la vita privata e pubblica del cantante per otto mesi. L'intervista fu vista da 14 milioni di spettatori nel Regno Unito e 38 milioni negli Stati Uniti. Dopo la messa in onda negli Stati Uniti, accuse di pedofilia contro Michael Jackson portarono ad un processo alla popstar per presunti atti illeciti di vario tipo nei confronti del giovane Gavin Arvizo, malato di cancro, che appariva in video con Jackson. Il cantante verrà assolto da ogni capo d'accusa il 13 giugno 2005.
Durante il processo, Michael Jackson accuserà Bashir d'avere intenzionalmente messo in cattiva luce il cantante come padre e come persona. Successivamente Jackson rispose a questa intervista con un altro documentario dal titolo Take 2 - The Footage You Were Never Meant To See, basato sulle riprese fatte dal suo operatore personale delle interviste con Bashir, nel quale vengono smentite numerose dichiarazioni fatte dal giornalista.
Nel maggio del 2003 è stato votato da un sondaggio di Channel 4 come "Il quinto peggior inglese dell'anno". Poco dopo il 25 giugno 2009, data del decesso di Jackson, Bashir dichiarò di aver intenzionalmente messo in cattiva luce il cantante per creare spettacolo. Fino al mese di agosto 2010 Bashir lavorò come inviato del programma 20/20 alla ABC per poi passare alla MSNBC, la rete via cavo della NBC.
Si dimise dalla BBC il 14 maggio 2021 dopo un periodo di malattia e l'esito di un'inchiesta sulla sua celebre intervista alla Principessa Diana del 1995, ottenuta con mezzi giudicati ingannevoli.